# پایگاه نیروی هوایی هودسپرویت
پایگاه نیروی هوایی هودسپرویت (به انگلیسی: AFB Hoedspruit) یک فرودگاه نظامی و غیرنظامی با کد یاتا HDS است که یک باند فرود آسفالت دارد و طول باند آن ۲۱۱۵ متر است. این فرودگاه در کشور آفریقای جنوبی قرار دارد و در ارتفاع ۵۳۱ متری از سطح دریا واقع شده‌است.